# Колон (остров)
Колон (исп. Isla Colón) — остров в архипелаге Бокас-дель-Торо в Панаме.

## География
Остров Колон является главным из семи крупных островов, входящих в архипелаг Бокас-дель-Торо. Он находится у северного побережья Панамы и административно входит в состав панамской провинции Бокас-дель-Торо. Главным городом Колона является город Бокас-дель-Торо, который одновременно и административный центр одноимённой провинции.

## История
Остров Колон назван в честь Христофора Колумба. обнаружившего его во время плавания и организовавшего здесь станцию снабжения.

## Туризм
Архитектура города Бокас-дель-Торо сохраняет колониальные черты, что привлекает многочисленных туристов. Остров находится в полутора часах езды от границы с Коста-Рикой, откуда сюда прибывает основной поток туристов.

## Транспорт
Основным средством передвижения между Колоном и другими островами, а также материком являются водные такси.